# Patrycja Maliszewska
Patrycja Maliszewska (Białystok, 12 marzo 1988) è una pattinatrice di short track polacca.

## Palmarès

### Europei
- 6 medaglie:
  - 1 oro (3000 m a Dordrecht 2015);
  - 1 argento (500 m a Heerenveen 2011);
  - 4 bronzi (500 m, staffetta a Malmö 2013; 500 m, classifica finale a Dordrecht 2015).